# Sergej Tarasov (biatlonista)
Sergej Petrovič Tarasov (rusky: Серге́й Петро́вич Тара́сов; * 15. února 1965) je bývalý ruský biatlonista, který reprezentoval Sovětský svaz a Rusko.
Je držitelem čtyř olympijských medailí. Dvě z nich jsou individuální - zlato z vytrvalostního závodu (20 km) na olympiádě v Lillehammeru roku 1994 a bronz ze sprintu (10 km) z téže olympiády. Krom toho má ještě stříbro ze štafety z Lillehammeru a štafetový bronz z her v Naganu roku 1998. Jeho nejlepším výsledkem z mistrovství světa je první místo z vytrvalostního závodu na šampionátu v Ruhpoldingu roku 1996. Tamtéž získal rovněž titul mistra světa s ruskou štafetou. Jeho nejvyšším celkovým umístěním na Světovém poháru bylo šesté místo v sezóně 1995-96. Po skončení závodní kariéry byl prezidentem hokejového klubu Motor Barnaul.
V biatlonovém světě proslul také příčinami své neúčasti na hrách v Albertville. Sovětská reprezentace v té době experimentovala s krevním dopingem. Tarasov odevzdal značnou dávku krve, avšak ve zmatcích, které tehdy v rozpadajícím se Sovětském svazu vládly, mu při reinfuzi byla znovu vpravena do těla nikoli krev jeho, ale někoho cizího, načež upadl do kómatu. Sice se uzdravil, ale na hry roku 1992 už jet nemohl. Tento případ také upozornil na systémové dopingové praktiky v Rusku.